# 科罗斯季诺农村居民点
科罗斯季诺农村居民点（俄语：Коростинское сельское поселение）是俄罗斯联邦伏尔加格勒州科托沃区所属的一个农村居民点。其下辖有2个居民点，行政中心为科罗斯季诺。据2016年统计，该农村居民点的人口为1113人。